# Хітобасіра

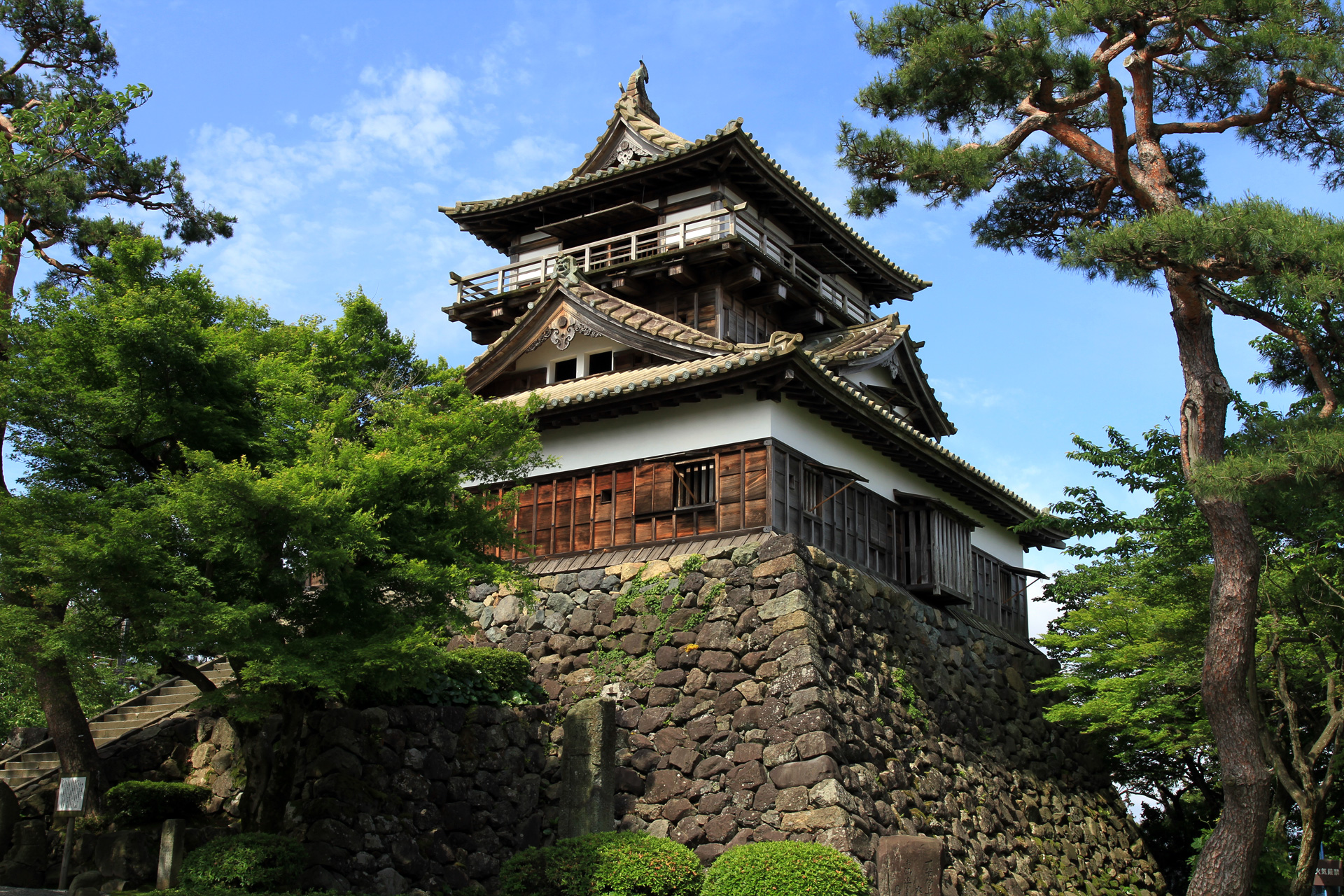
Замок Маруока, в основу якого була замурована сліпа селянка

Хітобасіра (яп. 人柱 - «живий стовп») — древній японський ритуал  людського жертвоприношення, при якому жертву живцем замуровували в одну з опор для майбутньої будови (зазвичай міст). Жертвою, як правило, виступала мати з немовлям. Вважалося, що такий обряд повинен захистити споруду в разі землетрусу, військових тривог та інших лих.
Будівельна жертва не була винайдена в Японії; вона практикувалася китайцями й іншими народами Євразії. В українській народній традиції відлунням будівельної жертви є звичай запускати першими в новий будинок кішку або півня, які спочатку замінювали як жертву людину (оскільки новий будинок завжди будується «на чию-небудь голову»). Про існування традиції в Японії згадується вже в «Ніхон Сьокі». Останні відомості про такі жертви датуються XVI століттям. Як зазначав в 1689 році єзуїт Жан Крассе, жертви віддавали своє життя з доброї волі із релігійних мотивів.